# ميشائيل ليرشل
ميشائيل ليرشل (بالألمانية: Michael Lerchl) (9 أغسطس 1986 بويندهوك في ناميبيا - ) هو لاعب كرة قدم ألماني في مركز الوسط. لعب مع آر بي لايبزيغ وإنيرجي كوتبوس ودينامو دريسدن وSSV Markranstädt ‏.

## وصلات خارجية
- ميشائيل ليرشل على موقع قاعدة بيانات كرة القدم.إي يو (الإنجليزية)
- ميشائيل ليرشل على موقع بيانات كرة القدم. دي إي (الألمانية)
- ميشائيل ليرشل على موقع عالم كرة القدم.نت (الإنجليزية)